# Monster Beverage
Monster Beverage Corporation – amerykańskie przedsiębiorstwo z siedzibą w Corona, zajmujące się produkcją napojów energetyzujących, bezalkoholowych oraz herbat mrożonych.
Sprzedaż produktów marki Monster Energy odpowiadała za 93,3% przychodów firmy w 2014 roku. Napoje firmy sprzedawane są w 116 krajach.
Największym akcjonariuszem spółki jest The Coca-Cola Company, która po nabyciu akcji zbyła na rzecz Monster Beverage Corporation wszystkie swoje marki napojów energetyzujących, i odkupiła marki niebędące nimi (soki, herbaty, wody).

## Produkty
Do głównych marek Monster Beverage należą:
- Monster Energy
- Monster Energy Ultra
- Hansen’s
- Monster Rehab
- Hansen’s Natural Cane Soda
- Monster Energy Extra Strength Nitrous Technology
- Junior Juice
- Java Monster
- Blue Sky
- Burn
- Muscle Monster
- Hubert’s
- Punch Monster
- Peace Tea
- Juice Monster
- Espresso Monster